# 非洲話事啤
非洲話事啤是一種撲克牌集體遊戲。

## 人數
最多為一副撲克的總牌數(即52個)

## 玩法[2]
玩法1: 從撲克牌裏拿一張King，並按照人數取用數字和花色，抽到King的人便是國王，國王並不知道每一位玩家的數字和花色，國王因此不能針對某幾位玩家，只能用數字、花色下達命令，例如:
1. 1(A)號 跟 12(Q)號 手拉手到街上逛
2. 3號 坐在 7號 上面30分鐘
3. 梅花5 跟 葵扇6 擁抱

每下達一個命令後，便重新洗牌，由另一個人作為國王。
玩法2: 先定出規則（例如是持牌最大的人輸還是持牌最小的人輸），然後每人拿起一張牌，正面（有花色的那一面）向外放在額頭上，讓其他玩家都能望到自己的牌，但自己不能看自己的牌，然後輪流說出對輸家的懲罰。當所有玩家說完後，就把牌拿下來，看是誰人輸了，要接受懲罰。而勝方（持牌最大的人輸的話則持牌最小的是勝方，持牌最小的人是勝方則相反）所說出的懲罰就會施加在輸家身上。

## 趣味
這個遊戲相當刺激，因為玩家能夠望到其他玩家的牌，但又不知道自己的牌的大小，勝負往往在最後才知曉。如果配合一些惹笑的懲罰，會使遊戲更有趣味。

## 變種
- 克蘇魯非洲話事啤[3]